# Палієнко Валентина Петрівна
Палієнко Валентина Петрівна (9 вересня 1935, Київ — 17 березня 2021) — український геоморфолог, заступник директора Інституту географії з наукової роботи, доктор географічних наук (1991), професор Київського національного університету імені Тараса Шевченка (2003), заслужений діяч науки і техніки України (2008), лауреат премії НАН України ім. В. І. Вернадського (1997).

## Біографія
Народилася 9 вересня 1935 року в місті Києві.
Чоловік — Палієнко Едуард Тимофійович.

## Наукова діяльність
В. П. Палієнко опублікувала 350 наукових робіт, серед яких 22 монографії (1 одноособова), близько 20 геоморфологічних і неотектонічних карт. За останні 5 років опубліковано 58 наукових праць, серед яких 7 колективних монографій (2 — депоновані). Нею зроблено значний внесок у розвиток загальної і галузевої географічної науки. Вона брала участь у виконанні багатьох державних програм, а також міжнародних проектів.

## Нагороди та відзнаки
- Премія НАН України ім. В. І. Вернадського (1997)
- Заслужений діяч науки і техніки України (2008)
- Державна премія України в галузі науки і техніки (2009)[2]
- Диплом міжнародного Академічного рейтингу популярності «Золота фортуна»